# Desinenza
Il termine desinenza (dal latino desinĕre, "terminare") è usato fin dal XVI secolo per indicare in diversi contesti linguistici la parte finale di una parola.
Il significato tradizionale del termine si è assestato nell'identificare quella porzione della parola che risulta variabile nella flessione e che generalmente coincide con la sua parte finale.
In una definizione lessicologica più moderna e formale, ma ancora ambigua, il termine indica un particolare morfema grammaticale precisabile solamente nel contesto della lingua di riferimento.
In passato il termine desinenza fu usato anche per definire la rima e come sinonimo di suffisso.
Attualmente è ancora utilizzato con questi significati solamente al di fuori dell'ambito tecnico linguistico.

## Contestualizzazione e individuazione della desinenza
In realtà tutt'oggi le diverse definizioni di desinenza si confondono, rendendo necessario ogni volta precisare il contesto nel quale va identificata la desinenza di una parola.
Nelle lingue isolanti come il cinese non esiste praticamente flessione e di conseguenza non esiste nemmeno il concetto di desinenza.
Nelle lingue principalmente isolanti come l'inglese, in cui esiste una sia pur minima flessione, è facile identificare la desinenza in quanto questa è generalmente apposta di seguito al lemma; prendendo come esempio le forme del verbo to form, possiamo trovare quattro possibili desinenze: forms, formed, forming e nella parola form si considera applicata una cosiddetta desinenza nulla o desinenza zero, a volte indicata con la cifra 0: form0.
Nelle lingue agglutinanti la flessione avviene per apposizione successiva di affissi che sono generalmente suffissi; ne consegue che in queste lingue la desinenza coincide con la sequenza di affissi.
Nelle lingue flessive il concetto di desinenza si lega indissolubilmente con il concetto di tema, definito come ciò che rimane della parola dopo che è stata separata dalla desinenza; l'individuazione del punto di separazione tra tema e desinenza dipende dal contesto nel quale ci si trova.
Nell'ambito della grammatica normativa, il campo di interesse è quello di fornire un elenco di desinenze da apporre al tema del lemma per ottenere tutte le possibili forme del lessema; si tratta ad esempio del processo ben conosciuto in italiano di coniugare un verbo: amo, ami, amerò, ameresti, e così via.
Nello studio delle desinenze di solito non ci si preoccupa delle flessioni irregolari, in quanto l'irregolarità generalmente si presenta solo nel tema e non nella desinenza (vedi l'approfondimento più avanti).
Nell'ambito della grammatica descrittiva si tende a restringere il concetto di desinenza a un solo morfema, in modo da analizzare le relazioni tra diverse forme e riscontrarne eventuali regolarità; ad esempio, nelle coniugazioni in italiano del presente indicativo e dell'imperfetto indicativo si possono isolare le desinenze personali -o (amo, amavo), -i (ami, amavi), -a (ama, amava), e così via, che si ripetono con minime variazioni anche in altri tempi e modi.
Incidentalmente, in questo modo si identificano un maggior numero di temi e quindi si possono analizzare anche le relazioni tra di essi.

## Desinenza e vocale tematica
Le desinenze sono generalmente raggruppate in classi flessive; ad esempio si parla di prima declinazione dei nomi in latino o terza coniugazione dei verbi in italiano per identificare particolari classi di desinenze.
Generalmente, per identificare a quale classe flessiva appartiene una parola, ci si basa su un particolare morfema presente nel tema, conosciuto come vocale tematica; negli esempi appena fatti, appartengono alla prima declinazione i nomi latini che hanno la vocale tematica -ă- (il cui lemma termina in -ă, ad esempio rosă) e appartengono alla terza coniugazione i verbi italiani che hanno la vocale tematica -i- (il cui lemma termina in -ire, ad esempio dormire).
Alcune desinenze possono provocare la caduta della vocale tematica (ros-is, dorm-o) mentre altre desinenze la mantengono (ros-ă-rum, dorm-i-te); questo comportamento non dipende dal particolare tema o lessema ma è una caratteristica della particolare desinenza considerata (la desinenza -o della prima persona singolare del presente indicativo fa perdere la vocale tematica in tutti i verbi italiani della terza coniugazione, la desinenza -rum del genitivo plurale fa mantenere la vocale tematica in tutti i nomi latini della prima declinazione, e così via).
Incidentalmente, questa caratteristica può essere trasversale a tutte o alcune delle classi flessive; infatti la desinenza -o della prima persona singolare del presente indicativo fa perdere la vocale tematica ai verbi di tutte le coniugazioni italiane, la desinenza -rum del genitivo plurale fa mantenere la vocale tematica anche nei nomi latini della seconda e della quinta declinazione latina, e così via.

## La desinenza nelle flessioni irregolari
Nel caso delle flessioni irregolari, vale a dire quando alcune forme del lessema si formano apponendo le desinenze a un tema diverso da quello del lemma, l'irregolarità è generalmente limitata alla radice del tema e non si riflette nella desinenza; ad esempio, il verbo italiano andare è irregolare in quanto cambia il tema nella sua flessione, ma utilizza regolarmente le desinenze della prima coniugazione: vado, vai, andiamo esattamente come amo, ami, amiamo.
L'irregolarità si presenta anche nella desinenza solamente in casi sporadici che generalmente si studiano isolatamente: ad esempio i verbi ausiliari italiani essere e avere, o il nome inglese child che al plurale fa children.
L'irregolarità può presentarsi nell'assenza della desinenza; a volte l'assenza può esprimersi senza cambio tematico (come nel verbo inglese to put che nelle forme flesse del passato e del participio fa ancora put), a volte con cambio tematico (come il nome fior in veneto polesano che al plurale fa fiur).